# 63129 Куртеманче
63129 Куртеманче (63129 Courtemanche) — астероїд головного поясу, відкритий 30 листопада 2000 року.
Тіссеранів параметр щодо Юпітера — 3,288.